# 51. ceremonia wręczenia Oscarów
51. ceremonia rozdania Oscarów odbyła się 9 kwietnia 1979 roku w Dorothy Chandler Pavilion w Los Angeles.

## Wykonawcy piosenek
- „Hopelessly Devoted to You” – Olivia Newton-John
- „Last Dance” – Donna Summer
- „The Last Time I Felt Like This” – Johnny Mathis i Jane Olivor
- „Ready to Take a Chance Again” – Barry Manilow
- „When You’re Loved” – Debby Boone

## Laureaci

### Najlepszy film
- Michael Cimino, Barry Spikings, Michael Deeley i John Peverall – Łowca jeleni
- Jerome Hellman – Powrót do domu
- Warren Beatty – Niebiosa mogą zaczekać
- Alan Marshall, David Puttnam – Midnight Express
- Paul Mazursky, Anthony Ray – Niezamężna kobieta

### Najlepszy aktor
- Jon Voight – Powrót do domu
- Laurence Olivier – Chłopcy z Brazylii
- Gary Busey – The Buddy Holly Story
- Robert De Niro – Łowca jeleni
- Warren Beatty – Niebiosa mogą zaczekać

### Najlepszy aktor drugoplanowy
- Christopher Walken – Łowca jeleni
- Richard Farnsworth – Przybywa jeździec
- Bruce Dern – Powrót do domu
- Jack Warden – Niebiosa mogą zaczekać
- John Hurt – Midnight Express

### Najlepsza aktorka
- Jane Fonda – Powrót do domu
- Ingrid Bergman – Jesienna sonata
- Geraldine Page – Wnętrza
- Ellen Burstyn – Za rok o tej samej porze
- Jill Clayburgh – Niezamężna kobieta

### Najlepsza aktorka drugoplanowa
- Maggie Smith – Suita kalifornijska
- Penelope Milford – Powrót do domu
- Meryl Streep – Łowca jeleni
- Dyan Cannon – Niebiosa mogą zaczekać
- Maureen Stapleton – Wnętrza

### Najlepsza scenografia i dekoracje wnętrz
- Paul Sylbert, Edwin O’Donovan i George Gaines – Niebiosa mogą zaczekać
- Dean Tavoularis, Angelo P. Graham, George R. Nelson – Skok na Brinka
- Albert Brenner, Marvin March – Suita kalifornijska
- Mel Bourne, Daniel Robert – Wnętrza
- Tony Walton, Philip Rosenberg, Edward Stewart, Robert Drumheller – Czarnoksiężnik z krainy Oz

### Najlepsze zdjęcia
- Néstor Almendros – Niebiańskie dni
- Vilmos Zsigmond – Łowca jeleni
- William A. Fraker – Niebiosa mogą zaczekać
- Robert Surtees – Za rok o tej samej porze
- Oswald Morris – Czarnoksiężnik z krainy Oz

### Najlepsze kostiumy
- Anthony Powell – Śmierć na Nilu
- Reniè – Karawany
- Patricia Norris – Niebiańskie dni
- Paul Zastupnevich – Rój
- Tony Walton – Czarnoksiężnik z krainy Oz

### Najlepsza reżyseria
- Michael Cimino – Łowca jeleni
- Hal Ashby – Powrót do domu
- Warren Beatty, Buck Henry – Niebiosa mogą zaczekać
- Woody Allen – Wnętrza
- Alan Parker – Midnight Express

### Pełnometrażowy film dokumentalny
- Arnold Shapiro – Scared Streight!
- Alan Root – Mysterious Castles of Clay
- Jean-Pierre Dutilleux, Barry Hugh Williams, Michel Gast – Raoni
- Albert Lamorisse – Le Vent des amoureux
- Anne Bohlen, Lyn Goldfarb, Lorraine Gray – With Babies and Banners: Story of the Women’s Emergency Brigade

### Krótkometrażowy film dokumentalny
- Jacqueline Phillips Shedd i Ben Shedd – Paul Robeson: Tribute To An Artist
- Jerry Aronson – The Divided Trail: A Native American Odyssey
- K.K. Kapil – An Encounter with Faces
- August Cinquegrana – Goodnight Miss Ann
- J. Gary Mitchell – Squires of San Quentin

### Najlepszy montaż
- Peter Zinner – Łowca jeleni
- Robert Swink – Chłopcy z Brazylii
- Don Zimmerman – Powrót do domu
- Gerry Hambling – Midnight Express
- Stuart Baird – Superman

### Najlepszy film nieangielskojęzyczny
- Francja – Przygotujcie chusteczki, reż. Bertrand Blier
- ZSRR – Biały Bim Czarne Ucho, reż. Stanisław Rostocki
- RFN – Szklana cela, reż. Hans W. Geissendörfer
- Węgry – Węgrzy, reż. Zoltán Fábri
- Włochy – Nowe potwory, reż. Mario Monicelli, Dino Risi i Ettore Scola

### Najlepsza muzyka oryginalna
- Giorgio Moroder – Midnight Express
- Jerry Goldsmith – Chłopcy z Brazylii
- Ennio Morricone – Niebiańskie dni
- Dave Grusin – Niebiosa mogą zaczekać
- John Williams – Superman

### Najlepsza adaptacja muzyki
- Joe Renzetti – The Buddy Holly Story
- Jerry Wexler – Ślicznotka
- Quincy Jones – Czarnoksiężnik z krainy Oz

### Najlepsza piosenka
- „Last Dance” – Dzięki Bogu już piątek – Paul Jabara
- „Ready to Take a Chance Again” – Nieczyste zagranie – muzyka: Charles Fox; słowa: Norman Gimbel
- „Hopelessly Devoted to You” – Grease – John Farrar
- „When You’re Loved” – The Magic of Lassie – Richard M. Sherman, Robert B. Sherman
- „The Last Time I Felt Like This” – Za rok o tej samej porze – muzyka: Marvin Hamlisch; słowa: Alan Bergman, Marilyn Bergman

### Najlepszy dźwięk
- Richard Portman, William McCaughey, Aaron Rochin i Darin Knight – Łowca jeleni
- Tex Rudloff, Joel Fein, Curly Thirlwell, Willie D. Burton – The Buddy Holly Story
- John Wilkinson, Robert W. Glass Jr., John T. Reitz, Barry Thomas – Niebiańskie dni
- Robert Knudson, Robert Glass, Don MacDougall, Jack Solomon – Kaskaderzy
- Gordon K. McCallum, Graham V. Hartstone, Nicolas Le Messurier, Roy Charman – Superman

### Najlepsze efekty specjalne (Nagroda Specjalna)
- Les Bowie, Colin Chilvers, Denys Coop, Roy Field, Derek Meddings, Zoran Perisic – Superman

### Krótkometrażowy film animowany
- Eunice Macaulay i John Weldon – Special Delivery
- Nico Crama – Oh My Darling
- Will Vinton – Rip Van Winkle

### Krótkometrażowy film aktorski
- Taylor Hackford – Teenage Father
- Jim Belcher, Fern Field – A Different Approach
- Andrew Sugerman – Mandy’s Grandmother
- Seth Pinsker – Strange Fruit

### Najlepszy scenariusz oryginalny
- Nancy Dowd, Waldo Salt, Robert C. Jones – Powrót do domu
- Michael Cimino, Deric Washburn, Louis Garfinkle, Quinn K. Redeker – Łowca jeleni
- Ingmar Bergman – Jesienna sonata
- Woody Allen – Wnętrza
- Paul Mazursky – Niezamężna kobieta

### Najlepszy scenariusz adaptowany
- Oliver Stone – Midnight Express
- Walter Newman – Bracia krwi
- Neil Simon – Suita kalifornijska
- Elaine May, Warren Beatty – Niebiosa mogą zaczekać
- Bernard Slade – Za rok o tej samej porze

### Honorowa Nagroda Zasługi
- Stefan Kudelski za rozwój techniki nagrywania dźwięku
- Eastman Kodak za rozwój techniki filmu kolorowego
- Panavision Inc. oraz zespół inżynierów pod kierownictwem Robert E. Gottschalk – za pomysł, stworzenie i kontynuacje projektu Panaflex Motion Picture Camera System.

### Oscar Honorowy
- Muzeum Sztuki Nowoczesnej w Nowym Jorku, Wydział Filmowy – za propagowanie sztuki filmowej
- Walter Lantz – za całokształt osiągnięć jako reżyser
- Laurence Olivier – za całokształt pracy aktorskiej
- King Vidor – za nieporównywalne osiągnięcia jako innowacyjny twórca filmowy